# فاطیم جواره
فاطیم جواره (انگلیسی: Fatim Jawara; ۱۳ مارس ۱۹۹۷ – ۲۷ اکتبر ۲۰۱۶) بازیکن فوتبال اهل گامبیا بود.
وی همچنین در تیم‌های ملی فوتبال Gambia women's national under-17 football team و Gambia women's national football team بازی کرده‌است.